# Oregon City
Oregon City – miasto w Stanach Zjednoczonych, w północno-zachodniej części stanu Oregon, nad rzeką Willamette. Według US Census Bureau w 2012 r. posiadało 32 755 mieszkańców. Siedziba hrabstwa Clackamas.

## Historia
Oregon City zostało założone w 1829 r. przez Kompanię Zatoki Hudsona w pobliżu ujścia rzeki Clackamas do rzeki Willamette. Uruchomiony tu został wówczas tartak. Prawa miejskie otrzymało w 1844 r. jako pierwsze miasto na zachód od Gór Skalistych. Było ostatnim przystankiem szlaku oregońskiego.
W czasie gorączki złota miasto stało się siedzibą katolickiego wikariatu apostolskiego, a następnie pierwszej na zachodnim wybrzeżu archidiecezji. Po ustaniu gorączki złota i zmniejszeniu się liczby ludności siedzibę archidiecezji przeniesiono w 1926 r. do Portland. Obecnie Oregon City jest biskupią stolicą tytularną. Abp Joseph Augustine Di Noia OP jest tytularnym arcybiskupem tego miasta.